# Fucaria
Fucaria là một chi ốc biển, là động vật thân mềm chân bụng sống ở biểns trong họ Peltospiridae.

## Các loài
Các loài trong chi Fucaria gồm có:
- Fucaria mystax Warén & Bouchet, 2001[3]
- Fucaria striata Warén & Bouchet, 1993